# Orion e il Buio
Orion e il Buio (Orion and the Dark) è un film d'animazione in CGI del 2024 diretto da Sean Charmatz, al suo esordio con un lungometraggio, scritto da Charlie Kaufman e basato sull'omonimo libro illustrato di Emma Yarlett.

## Trama
Nel 1995 a Filadelfia, Orion è un bambino di 11 anni gravemente ansioso con un lungo elenco di paure irrazionali. Annota le sue paure nel suo diario ed è nervoso all'idea di essere rifiutato dalla sua cotta scolastica, Sally, durante un'imminente gita al planetario. Una notte, dopo un improvviso blackout, Orion viene accolto dal Buio, l'incarnazione della sua peggiore paura, nella sua camera da letto. Stanco delle continue lamentele di Orion nei suoi confronti, Buio si offre di portare Orion in viaggio per aiutarlo a superare le sue paure mostrandogli i benefici e le meraviglie della notte. Lungo la strada, viene rivelato che un Orion adulto sta raccontando la storia alla sua giovane figlia, Ipazia, per aiutarla con le sue paure.
Durante i loro viaggi, Buio presenta Orion ai suoi compagni entità notturne Sonno, Insonnia, Quiete, Rumori Misteriosi e Dolci Sogni. Buio li convince a lasciare che Orion sia testimone del loro lavoro, cosa a cui accettano con riluttanza. Mentre viaggiano, Buio mostra a Orion come Quiete rimuove i suoni circostanti, Sonno induce le persone a dormire, Insonnia induce ansia e sveglia alcune persone, Rumori Misteriosi produce vari rumori fuori dalle case e Dolci Sogni genera sogni meravigliosi. Inizialmente, il comportamento ansioso di Orion interferisce con il lavoro delle entità notturne, ma man mano che Orion si scalda e alla fine fa amicizia con Buio, aiuta le entità notturne nei loro compiti. Inoltre, Orion incontra brevemente Luce, la nemesi e opposto naturale di Buio, che porta la luce del giorno al mattino mentre Buio porta l'oscurità della sera.
Continuando il loro viaggio, Orion osserva inavvertitamente come Luce sembri preferibile a Buio, poiché la luce lo fa sentire al sicuro e al caldo. Sentendosi abbattute, le altre entità abbandonano i loro compiti notturni in cambio del lavoro durante il giorno. Arrabbiato e rattristato dal loro abbandono, Buio si ferma sulla cima di una montagna. Un Orion colpevole implora Buio di muoversi prima che Luce lo attraversi e lo disintegri, ma l'Oscurità rimane ferma e svanisce mentre Luce lo attraversa, abbandonando Orion. Ora solo, Orion siede sulla cima della montagna, che si rende conto essere il dorso di una tartaruga volante, vergognandosi delle sue azioni.
Con la storia finita, mentre Orion e Ipazia attraversano la città fino al planetario, Ipazia è scioccata dal suo finale e suggerisce una narrazione diversa. Mentre riprende in mano la storia, Orion, ora solo sulla spiaggia, incontra Ipazia che promette di aiutarlo. Recita una poesia che ha scritto basandosi sulla storia fino a quel momento e le entità notturne ritornano, dopo aver assistito al caos portato dalla luce del giorno infinita senza notte per mantenere l'equilibrio naturale del mondo. Ricordando che Buio è l'incarnazione letterale della peggiore paura di Orion, si rendono conto che Orion ha bisogno di dormire e sognare Buio per riportarlo indietro.
Con l'aiuto di  Dolci Sogni, i due bambini entrano nel subconscio di Orion ed evocano con successo Buio dal ricordo della prima volta che si sono incontrati nella camera da letto di Orion, ma la riunione viene interrotta quando la porta del suo armadio si apre e rivela un buco nero che cerca di attirare Buio. Imparando finalmente ad accettare le sue paure, Orion interviene per salvare Buio, mentre Quiete lo sveglia dolcemente giusto in tempo per farli uscire dal sogno. Buio riappare, ripristinando l'ordine naturale del mondo, e riporta i bambini a casa di Orion prima di salutarli. Dopo la partenza di Buio, Ipazia è ora bloccata 20 anni nel suo passato senza alcuna possibilità di tornare a casa. Tuttavia, la storia si risolve quando un giovane ragazzo di nome Tycho arriva in una macchina del tempo per riportare indietro Ipazia.
La storia finisce di nuovo e viene rivelato che un'Ipazia adulta sta raccontando la storia a suo figlio, Tycho. Terminando la storia, Ipazia esce per dare la buonanotte a suo padre e sua madre, Orion e Sally, ora molto più grandi, mentre la scena torna all'inizio con un giovane Orion e Sally che guardano le stelle durante la gita al planetario.

## Promozione
Il primo trailer ufficiale è stato pubblicato online il 9 novembre 2023, mentre il secondo l'11 gennaio 2024.

## Distribuzione
Il film è stato distribuito  su Netflix il 2 febbraio 2024.

## Accoglienza
Sul sito aggregatore di recensioni Rotten Tomatoes, il 91% delle 76 recensioni della critica sono positive, con una valutazione media di 7,1 su 10. Il consenso del sito recita: «Un film d'animazione insolitamente ambizioso, Orion and the Dark beneficia di una sceneggiatura di Charlie Kaufman che non ha paura di intromettersi con idee esistenziali».
Metacritic, che utilizza una media ponderata, ha assegnato al film un punteggio di 72 su 100, basato su 23 recensioni, corrispondente a «recensioni generalmente favorevoli».